# Stan Mortensen
Stanley Harding Mortensen (South Shields, 26 de maio de 1921 – South Shields, 22 de maio de 1991) foi um jogador de futebol inglês famoso especialmente em seu país natal por ter sido, até os dias de hoje, o único a ter marcado 3 gols em um jogo (o chamado hat-trick) em uma final da Copa da Inglaterra disputada no antigo Wembley, na decisão de 1953 entre seu time, o Blackpool (clube que defendia desde 1941), e o Bolton Wanderers.
Chegou a lutar na Segunda Guerra Mundial, até ser ferido em uma explosão, que lhe permitiu ser dispensado. Tornou-se jogador ainda durante o conflito, chegando a atuar pelo País de Gales quando precisaram de um reserva em um jogo, curiosamente contra a Inglaterra, pela qual estrearia em 1947, na véspera de seu aniversário de 26 anos. No seu debute, marcou quatro gols na goleada de 10 a 0 imposta pelos britânicos contra a Seleção Portuguesa. Participaria dos 6 jogos disputados pelo English Team no ano seguinte, marcando sete gols.
Mortensen era um líder da seleção inglesa quando esta disputou sua primeira Copa do Mundo, a de 1950, no Brasil, marcando na estréia vitoriosa contra o Chile. Os ingleses, entretanto, acabariam vergonhosamente eliminados na primeira fase: perderiam para os Estados Unidos, no que é considerado a maior zebra das Copas; e para a Espanha, ambas as derrotas por 1 a 0.
Em 1953, Mortensen, na final da Copa da Inglaterra, reverteu, marcando três gols, uma derrota parcial de 3 a 1 para uma espetacular vitória de 4 a 3, que deu o título ao Blackpool. O jogo, entretanto, passaria à história como a "Final de Matthews", a outra estrela do time. No mesmo ano, participaria do que ficou conhecido como a primeira derrota da Inglaterra em seus domínios para um time não-britânico: a derrota de 6 a 3 para a Hungria, em Wembley. Mortensen marcou o segundo gol inglês, quando os húngaros já estavam vencendo por 4 a 1. Seria o seu último jogo pela Seleção Inglesa.
Após 14 temporadas no Blackpool (1941 a 1955), onde atuou em 352 jogos oficiais e marcou 227 gols, começou a rodar por clubes menores (Hull City, Southport e Bath City), até encerrar a carreira em 1962, aos quarenta anos, no Lancaster City - ele havia anunciado aposentadoria pela primeira vez em 1958, quando defendia o Southport, devido a vários problemas no joelho. Teve ainda uma curta experiência como treinador, comandando o Blackpool entre 1967 e 1969 e foi escolhido vice-presidente do clube em 1983.
Morreu quatro dias antes de seu 70º aniversário, em 1991. Em 2003, entrou postumamente no Hall da Fama do futebol inglês e, em 2006,, foi incluído no Hall da Fama do Blackpool, inaugurado no estádio Bloomfield Road em abril do mesmo ano
Foi interpretado pelo músico Gavin Rossdale no filme The Game of Their Lives  (2005).

## Títulos
Blackpool
- Copa da Inglaterra: 1952–53[7]